# فاضل نوه
فاضل نوه (بالإنجليزية: Fadhil Noh)‏ هو لاعب كرة قدم سنغافوري في مركز الهجوم، ولد في 4 مارس 1989 في سنغافورة. شارك مع منتخب سنغافورة لكرة القدم. أما مع النوادي، فقد لعب مع باليستيير خالسا ونادي ليون سيتي سيلورز لكرة القدم ووودلاندز ويلينغتون ويانج لايونز.

## وصلات خارجية
- فاضل نوه على موقع قاعدة بيانات كرة القدم.إي يو (الإنجليزية)
- فاضل نوه على موقع ناشيونال فوتبول تيمز (الإنجليزية)
- فاضل نوه على موقع Soccerway.com (الإنجليزية)